# Victor Man
Victor Man (* 1974 in Cluj, Rumänien) ist ein rumänischer Maler und Installationskünstler.
Man studierte an der Universitatea de Artă și Design „Ion Andreescu“ und danach an der Jerusalem Studio School. Zusammen mit anderen Künstlern initiierte er 2005 den Offspace „Plan B“ in seiner Heimatstadt Cluj. Er lebt zurückgezogen und gibt keine Interviews. 
Man malt Ölgemälde, mit düster-melancholischem Einschlag. In seinen Ausstellungen kombiniert er diese oft mit mehrteiligen Objektinstallationen, Skulpturen und anderen Elementen. Er greift Fragen der persönlichen und nationalen Identität auf, Mythen, Themen aus der Philosophie und Kunstgeschichte sowie Aspekte der Gewalt und Erotik.
2007 vertrat Man Rumänien auf der 52. Biennale di Venezia, wodurch er international bekannt wurde. In Deutschland hatte er unter anderem Ausstellungen in Halle a. d. Saale und in der Deutschen Bank KunstHalle, wo er 2014 mit dem Preis Artist of the Year ausgezeichnet wurde. Letztere Ausstellung wurde auch in der polnischen Galeria Zachęta und im Münchener Haus der Kunst präsentiert. 2023/2024 fand eine Einzelausstellung („Die Linien des Lebens“) im Städel Museum in Frankfurt am Main  statt.
Mans Werk von 2017, Weltinnenraum (World Within) mit dem Porträt seiner Frau, wurde 2023 im Auktionshaus Christie’s für etwa zwei Millionen Euro versteigert, 17 mal höher als ursprünglich geschätzt.